# Centre Instructiu Musical de Mislata
El Centre Instructiu Musical de Mislata és una associació sense ànim de lucre la finalitat del qual és el manteniment d'una Banda de Música. La Banda de Música va començar la seua trajectòria destacant en diferents certàmens obtenint guardons a Requena, Utiel, Llíria, València i altres poblacions. En l'actualitat és director de la Banda Andrés Valero Castells. Fou fundat en 1907 i la seva seu actual data de 1926.

## Presidents des de la fundació.
| Anys mandat | Nom del President                               |
| ----------- | ----------------------------------------------- |
| 1908-19xx   | D. Severino Pérez Brell (com a Banda Nova)      |
| 19xx-19xx   | D. Enrique Pérez Prieto (com a Unión y Fomento) |
| 1930-1936   | D. Francisco Pérez Requeni (com a CIM)          |
| 1940-1942   | D. Tomás Honorato Suay (com a CIM)              |
| 1958-19xx   | D. Tomás Honorato Suay (com a E.y D.)           |
| 19xx-1979   | D. Francisco Pérez Correa (com a E.y D.)        |
| 1979-1987   | D. Francisco Pérez Correa (com a CIM)           |
| 1987-1995   | D. Tomás Honorato Ibáñez                        |
| 1995-2002   | D. Tomás Juán Suay                              |
| 2002-2010   | D. Francisco Pérez Miralles                     |
| 2010-2014   | D. Tomás Juán Suay                              |
| 2014        | D. Fernando Sánchez Ribera                      |

## Directors de la banda de música
| Anys       | Nom del Director                                                           |
| ---------- | -------------------------------------------------------------------------- |
| 1908-1933  | D. José María Abad Rius                                                    |
| 1933-1936  | D. Tomás Juan Lliri, D.Emilio Marín, D. Salvador Barber y D. Miguel Marcos |
| 1940-1958  | D. Andrés Guna García                                                      |
| 1958-1963  | D. Valentín Puig Yago                                                      |
| 1963-1986  | D. Roberto Sáez Cambres                                                    |
| 1986-1991  | D. Francisco Chornet Mena                                                  |
| 1991-1994  | D. Fernando Ferrer Martínez (Ferrer Ferran)                                |
| 1994-1995  | D. Emilio Tornero Romero                                                   |
| 1995-1996  | D. José Vicente Herrera Romero                                             |
| 1996-1997  | D. Lamberto Olmos Saturnino                                                |
| 1997-1999  | D. Pascual Balaguer Echevarría                                             |
| 1999-2002  | D. Francisco Fort Fenollosa                                                |
| 2002-2003  | D. Pere Vicent Alamá                                                       |
| 2004- 2008 | D. Andrés Valero Castells                                                  |
| 2008-2010  | D. Ángel Martínez Escutia                                                  |
| 2010       | D. Francisco Valero Terribas                                               |